# Philipp Plein
Philipp Plein là một nhà thiết kế thời trang người Đức và người sáng lập Tập đoàn quốc tế Phillip Plein, bao gồm các thương hiệu Philipp Plein, Plein Sport và Billionaire Couture.

## Sự nghiệp
Plein đang học luật khi bắt đầu thiết kế giường sang trọng dành cho chó  .  Chẳng bao lâu, các thiết kế của ông đã thu hút sự chú ý từ các chuyên gia trong ngành thiết kế nội thất vào năm 1998, công ty được thành lập tại Munich, Đức.
Plein bắt đầu sản xuất túi và phụ kiện từ da, được bán cùng với các thiết kế của ông tại các hội chợ thương mại.  Năm 2003, doanh nhân được yêu cầu thiết kế phòng chờ tại hội chợ thương mại Đức CPD Düsseldorf , cho Moët & Chandon, nơi anh cũng được phép bán phụ kiện của mình.  Thương hiệu thời trang được ra đời năm sau đó vào năm 2004, trong khi nhãn hiệu thời trang cao cấp Philipp Plein hiện tại đã được tung ra vào năm 2008. Plein được tạp chí kinh doanh Bilanz liệt kê vào danh sách cá nhân hoặc gia đình giàu thứ 275 tại Thụy Sĩ năm 2016 trong tạp chí Die 300 Reichsten (Top 300 người giàu nhất)  với tài sản là 175 triệu CHF.

## Nhãn hiệu
Bộ sưu tập đầu tiên của Plein là áo khoác quân sự cổ điển được thêu bằng Swarovski skulls và được bán tại Maison et Objet ở Paris 
Năm 2006, dòng phụ kiện đã được giới thiệu và năm 2008, bộ sưu tập "Couture" đã được ra mắt.
Năm 2008, Philipp Plein đã trình bày bộ sưu tập "heavy metal" của mình tại buổi trình diễn thời trang "Germany's Next Top Model".  Năm 2009, anh hợp tác với Mattel và tặng búp bê Barbie Philipp Plein trong lễ kỷ niệm sinh nhật lần thứ 50 của Barbie tại Hội chợ đồ chơi ở Đức.
Cũng trong năm đó, cửa hàng đầu tiên được mở tại Monte Carlo và là phòng trưng bày thương mại đầu tiên ở Milan.
Vào năm 2010, các cửa hàng của Plein đã mở tại Vienna, Moskva, St.Tropez, Cannes và Kitzbuhel ngoài việc mở một phòng trưng bày ở Düsseldorf.  Buổi trình diễn thời trang xuân hè 2011 dành cho phụ nữ ra mắt tại tuần lễ thời trang Milan vào tháng 9 và diễn ra tại một nhà thờ có từ thế kỷ 16 đầy hoa hồng, với bữa tiệc DJ do Pierre Sarkozy, người cũng là gương mặt đại diện của mùa xuân / hè 2011 dành cho  chiến dịch quảng cáo.
Mischa Barton được chọn cho mùa thu / đông 2010, trong khi Lindsay Lohan tạo dáng cho chiến dịch Xuân / Hè 2012.  Năm 2011, các cửa hàng PHILIPP PLEIN được mở tại Forte dei Marmi  và Düsseldorf, và phòng trưng bày Hồng Kông đã được khánh thành.  Buổi trình diễn thời trang dành cho phụ nữ FW 2011 diễn ra vào tháng 2 có màn trình diễn của dàn nhạc trước buổi diễn, lần này có sự tham gia của DJ do Peaches Geldof thiết lập.
Trong năm 2012, mười cửa hàng đã được mở, tại Marbella, Moskva Crocus, Baku, Milan, Dubai, St. Petersburg, Seoul, Ma Cao, Amsterdam và Berlin.
Năm 2012, Plein đã ký một thỏa thuận với đội bóng đá AS Roma để mặc trang phục cho các cầu thủ đội bắt đầu từ mùa giải 2012/13 trong 4 mùa liên tiếp.
Năm 2013 mở thêm các  cửa hàng tại Porto Cervo, Moskva, Paris, Miami, Casablanca, Courchevel, Kiev, Hàng Châu, Seoul  và New York.
Khai trương cửa hàng năm 2014 bao gồm Hồng Kông, Los Angeles và New York, Ibiza, Bodrum, Doha và London, lần đầu tiên miễn thuế tại sân bay Vienna.  The men's Fall/Winter Thu / Đông 2014 được tạo ra bởi nhà sản xuất trình diễn thời trang Etienne Russo.
Vào tháng 2 năm 2017, dòng thu / đông 2017/2018 dành cho nam và nữ đã được trình chiếu trong tuần lễ thời trang New York.
Vào tháng 5 năm 2017, Plein đã tổ chức một buổi trình diễn để trưng bày bộ sưu tập nghỉ dưỡng 2018 của thương hiệu tại biệt thự của anh ở Cannes trong Liên hoan phim Cannes.
Tháng 6 năm 2017 Plein đã có 3 buổi trình diễn cho 3 thương hiệu riêng biệt trong Tuần lễ thời trang nam Milan.  Dành cho Philipp Plein, Plein Sport và Tỷ phú Couture.

### Đối tác thương hiệu
Những người nổi tiếng đáng chú ý đã làm việc với Plein bao gồm Mischa Barton, Lindsay Lohan, Snoop Dogg, Rita Ora, Naomi Campbell, Iggy Azalea, Grace Jones, Theophilus London, Fergie, Jeremy Meek và Floyd Mayweather.

## Giải thưởng
- Người chiến thắng năm 2007 của GQ Awards Thương hiệu quốc gia của năm [38]
- Người chiến thắng năm 2008 của Giải thưởng Gương mặt mới trong hạng mục Thời trang [39]
- 2014 Người chiến thắng Giải thưởng Thương hiệu Thời trang Quốc tế tại Esquire Middle East Man tại Giải thưởng Thời trang Tốt nhất của anh ấy [40]
- Người chiến thắng năm 2016 của GQ Đức Người đàn ông của năm về thời trang [41][42][43]
- Người chiến thắng Giải thưởng Thời trang Quốc tế 2016 tại Tuần lễ Thời trang Monte-Carlo, được trình bày bởi Công chúa HSH Charlene của Monaco